# Coupe de France féminine de handball 2018-2019
Navigation
2017-2018 2019-2020
La Coupe de France 2018-2019 est la 26e édition de la Coupe de France féminine de handball, compétition à élimination directe mettant aux prises des clubs féminins de handball amateurs et professionnels affiliés à la Fédération française de handball.
Brest est le tenant du titre mais est battu en finale par Metz Handball qui remporte son neuvième trophée dans la compétition.

## Déroulement de la compétition
La compétition, réservée aux équipes premières des clubs évoluant dans les divisions nationales, se déroule sur dix tours dont la finale à Paris. Les clubs de Nationale 2 commencent dès le tour préliminaire alors que ceux de LFH entrent lors des seizièmes de finale.
| Tour              | Tirage au sort                                                                             | Date des matchs                   | Qualifiés | Entrants                                                      | Participants |
| ----------------- | ------------------------------------------------------------------------------------------ | --------------------------------- | --------- | ------------------------------------------------------------- | ------------ |
| Tour préliminaire | Par secteur géographique                                                                   | du 30 août au 2 septembre 2018    | -         | 8 Nationale 2                                                 | 8            |
| 1er tour          | Par secteur géographique                                                                   | 8 et 9 septembre 2018             | 4         | 75 Nationale 2[réf. souhaitée] 34 Nationale 1[réf. souhaitée] | 111*         |
| 2e tour           | Par secteur géographique                                                                   | 29 septembre et 30 septembre 2018 | 56        | -                                                             | 56           |
| 3e tour           | Par secteur géographique                                                                   | 20 au 21 octobre 2018             | 28        | -                                                             | 28           |
| 32es de finale    | Par secteur géographique. Les clubs entrants se déplacent et ne peuvent pas se rencontrer. | du 2 au 4 novembre 2018           | 14        | 16 Division 2                                                 | 30           |
| 16es de finale    | Par secteur géographique. Les clubs entrants se déplacent et ne peuvent pas se rencontrer. | du 16 au 18 novembre 2018         | 15        | 7 LFH non-européens                                           | 22           |
| 8es de finale     | Tirage intégral                                                                            | du 20 au 24 février 2019          | 11        | 5 LFH européens                                               | 16           |
| Quarts de finale  | Tirage intégral                                                                            | 27 mars 2019                      | 8         | -                                                             | 8            |
| Demi-finales      | Tirage intégral                                                                            | 6 et 17 avril 2019                | 4         | -                                                             | 4            |
| Finale            | Tirage intégral                                                                            | 25 mai 2019                       | 2         | -                                                             | 2            |

Note : * Compte tenu du nombre impair de participants au 1er tour, le CA Lisieux HB est exempté et directement qualifié pour le 2e tour.

### Durée des rencontres
Un match se déroule en deux mi-temps de 30 minutes entrecoupées d'un temps de repos de 15 minutes. En cas d’égalité à la fin du temps réglementaire on effectue une épreuve de tirs au but. Les équipes peuvent inscrire jusqu'à 14 joueuses sur la feuille de match.

### Choix des terrains
Le plus petit niveau de jeu, ou le premier tiré s’il s’agit de clubs de même niveau, reçoit. À partir des quarts de finale, le premier tiré reçoit systématiquement, sauf s'il y a plus d’un niveau d’écart entre les deux formations.
Si un club recevant ne peut pas recevoir, la rencontre est inversée.

## Résultats
- 1 et 2 septembre 2018 : Tour préliminaire
- 8 et 9 septembre 2018 : 1er tour
- 29 et 30 septembre 2018 : 2e tour
- 20 et 21 octobre 2018 :3e tour

### 32ede finale
Trente équipes participent au 4e tour : seize de deuxième division, onze de nationale 1 et trois de nationale 2. Ce stade de la compétition est marqué par l'entrée en lice des clubs de Division 2.
| Équipes de Division 2 directement qualifiées pour le 4e tour | Équipes de Division 2 directement qualifiées pour le 4e tour |
| --- | --- |
| Achenheim Truchtersheim (D2) Le Havre AC (D2) ASUL Vaulx-en-Velin (D2) Lomme Lille MHB (D2) Stella Sports Saint-Maur (D2) Sambre Avesnois HB (D2) Entente Noisy Gagny (D2) HB Octeville-sur-Mer (D2) | Mérignac Handball (D2) Sun A.L. Bouillargues (D2) HBC Celles-sur-Belle (D2) Le Pouzin HB 07 (D2) Handball Plan-de-Cuques (D2) AHB La Rochelle Périgny (D2) AS Cannes Mandelieu (D2) Bergerac 2P HB (D2) |

| Date                  | Club (division)                    | Résultat | Club (division)               |
| --------------------- | ---------------------------------- | -------- | ----------------------------- |
| 2 novembre 2018,20h00 | US Mios-Biganos HB (N1)            | 21 – 27  | Mérignac Handball (D2)        |
| 4 novembre 2018,16h00 | CA Béglais (N1)                    | 27 – 23  | Bergerac 2P HB (D2)           |
| 4 novembre 2018,20h45 | Rochechouart – Saint-Junien (N1)   | 40 – 35  | AHB La Rochelle Périgny (D2)  |
| 4 novembre 2018,15h30 | HBC Conflans-Sainte-Honorine (N2)  | 22 – 34  | Le Havre AC (D2)              |
| 4 novembre 2018,16h00 | La Roche-sur-Yon Vendée HB (N1)    | 22 – 25  | HBC Celles-sur-Belle (D2)     |
| 3 novembre 2018,20h30 | US Altkirch (N1)                   | 44 – 37  | Achenheim Truchtersheim (D2)  |
| 3 novembre 2018,20h30 | Blanzat Sport Montluçon (N2)       | 25 – 31  | Stella Sports Saint-Maur (D2) |
| 3 novembre 2018,20h45 | Harnes HBC (N2)                    | 24 – 35  | Lomme Lille Métropole (D2)    |
| 3 novembre 2018,20h30 | Union sportive Alfortville HB (N1) | 38 – 29  | Sambre Avesnois HB (D2)       |
| 3 novembre 2018,19h00 | US Palaiseau (N1)                  | 25 – 28  | HB Octeville-sur-Mer (D2)     |
| 3 novembre 2018,20h30 | ASPTT Strasbourg (N1)              | 30 – 32  | Entente Noisy Gagny (D2)      |
| 2 novembre 2018,20h00 | ASUL Vaulx-en-Velin (D2)           | 36 – 22  | Le Pouzin HB 07 (D2)          |
| 3 novembre 2018,20h15 | SHBC La Motte-Servolex (N1)        | 21 – 23  | Handball Plan-de-Cuques (D2)  |
| 3 novembre 2018,19h00 | Narbonne HB MJC (N1)               | 26 – 30  | Sun A.L. Bouillargues (D2)    |
| 3 novembre 2018,19h00 | Union du pays d'Aix Bouc HB (N1)   | 31 – 26  | AS Cannes Mandelieu (D2)      |

### Seizièmes de finale
Vingt-deux équipes participent aux seizièmes de finale : sept de LFH, dix de deuxième division et cinq de nationale 1. Ce stade de la compétition est marqué par l'entrée en lice des sept équipes non-européennes de LFH.
| Équipes de LFH directement qualifiées pour les 16e de finale                                                      | Équipes de LFH directement qualifiées pour les 16e de finale                     |
| --- | -------------------------------------------------------------------------------- |
| Jeanne d’Arc Dijon (LFH) CJF Fleury Loiret (LFH) HBCSA Porte du Hainaut (LFH) Bourg-de-Péage Drôme Handball (LFH) | OGC Nice CA HB (LFH) Chambray Touraine Handball (LFH) Toulon Saint-Cyr VHB (LFH) |

| Date                   | Club (division)                    | Résultat | Club (division)                     |
| ---------------------- | ---------------------------------- | -------- | ----------------------------------- |
| 18 novembre 2018,16h00 | HBC Celles-sur-Belle (D2)          | 27 – 25  | Mérignac Handball (D2)              |
| 17 novembre 2018,20h45 | Rochechouart – Saint-Junien (N1)   | 31 – 29  | CA Béglais (N1)                     |
| 14 novembre 2018,20h30 | Union sportive Alfortville HB (N1) | 21 – 45  | Le Havre AC (D2)                    |
| 17 novembre 2018,20h30 | HB Octeville-sur-Mer (D2)          | 19 – 31  | HBCSA Porte du Hainaut (LFH)        |
| 17 novembre 2018,20h00 | Lomme Lille Métropole (D2)         | 23 – 38  | Chambray Touraine Handball (LFH)    |
| 18 novembre 2018,15h30 | Entente Noisy Gagny (D2)           | 22 – 26  | Jeanne d’Arc Dijon (LFH)            |
| 16 novembre 2018,20h00 | ASUL Vaulx-en-Velin (D2)           | 29 – 38  | CJF Fleury Loiret (LFH)             |
| 17 novembre 2018,20h30 | US Altkirch (N1)                   | 28 – 38  | Stella Sports Saint-Maur (D2)       |
| 16 novembre 2018,20h30 | Union du pays d'Aix Bouc HB (N1)   | 21 – 33  | OGC Nice CA HB (LFH)                |
| 18 novembre 2018,16h00 | Sun A.L. Bouillargues (D2)         | 25 – 39  | Toulon Saint-Cyr VHB (LFH)          |
| 18 novembre 2018,16h15 | Handball Plan-de-Cuques (D2)       | 27 – 32  | Bourg-de-Péage Drôme Handball (LFH) |

### Tableau final
| Équipes de LFH directement qualifiées pour les 8e de finale                       | Équipes de LFH directement qualifiées pour les 8e de finale                               |
| --------------------------------------------------------------------------------- | ----------------------------------------------------------------------------------------- |
| Metz Handball (Ligue des champions) Brest Bretagne Handball (Ligue des champions) | ES Besançon (Coupe de l'EHF) Nantes Atlantique (Coupe de l'EHF) Paris 92 (Coupe de l'EHF) |

|  | Huitièmes de finale     | Huitièmes de finale              | Huitièmes de finale     | Huitièmes de finale              |        |                          | Quarts de finale     | Quarts de finale     | Quarts de finale     | Quarts de finale     |  |  | Demi-finales         | Demi-finales         | Demi-finales         | Demi-finales         |  |  | Finale              | Finale              | Finale              | Finale              |
|  |                         |                                  |                         |                                  |        |                          |                      |                      |                      |                      |  |  |                      |                      |                      |                      |  |  |                     |                     |                     |                     |
|  | 23 février 2019 à 20h45 | 23 février 2019 à 20h45          | 23 février 2019 à 20h45 | 23 février 2019 à 20h45          |        |                          | 27 mars 2019 à 20h00 | 27 mars 2019 à 20h00 | 27 mars 2019 à 20h00 | 27 mars 2019 à 20h00 |  |  | 6 avril 2019 à 19h25 | 6 avril 2019 à 19h25 | 6 avril 2019 à 19h25 | 6 avril 2019 à 19h25 |  |  | 25 mai 2019 à 18h30 | 25 mai 2019 à 18h30 | 25 mai 2019 à 18h30 | 25 mai 2019 à 18h30 |
|  | N1                      | Rochechouart – Saint-Junien      | 24                      | 24                               |        |                          | 27 mars 2019 à 20h00 | 27 mars 2019 à 20h00 | 27 mars 2019 à 20h00 | 27 mars 2019 à 20h00 |  |  | 6 avril 2019 à 19h25 | 6 avril 2019 à 19h25 | 6 avril 2019 à 19h25 | 6 avril 2019 à 19h25 |  |  | 25 mai 2019 à 18h30 | 25 mai 2019 à 18h30 | 25 mai 2019 à 18h30 | 25 mai 2019 à 18h30 |
|  | N1                      | Rochechouart – Saint-Junien      | 24                      | 24                               |        |                          | 27 mars 2019 à 20h00 | 27 mars 2019 à 20h00 | 27 mars 2019 à 20h00 | 27 mars 2019 à 20h00 |  |  | 6 avril 2019 à 19h25 | 6 avril 2019 à 19h25 | 6 avril 2019 à 19h25 | 6 avril 2019 à 19h25 |  |  | 25 mai 2019 à 18h30 | 25 mai 2019 à 18h30 | 25 mai 2019 à 18h30 | 25 mai 2019 à 18h30 |
|  | D2                      | Stella Sports Saint-Maur         | 32                      | 32                               |        |                          | 27 mars 2019 à 20h00 | 27 mars 2019 à 20h00 | 27 mars 2019 à 20h00 | 27 mars 2019 à 20h00 |  |  | 6 avril 2019 à 19h25 | 6 avril 2019 à 19h25 | 6 avril 2019 à 19h25 | 6 avril 2019 à 19h25 |  |  | 25 mai 2019 à 18h30 | 25 mai 2019 à 18h30 | 25 mai 2019 à 18h30 | 25 mai 2019 à 18h30 |
|  | D2                      | Stella Sports Saint-Maur         | 32                      | 32                               | D2     | Stella Sports Saint-Maur | 29                   | 29                   |                      |                      |  |  | 6 avril 2019 à 19h25 | 6 avril 2019 à 19h25 | 6 avril 2019 à 19h25 | 6 avril 2019 à 19h25 |  |  | 25 mai 2019 à 18h30 | 25 mai 2019 à 18h30 | 25 mai 2019 à 18h30 | 25 mai 2019 à 18h30 |
|  | 20 février 2019 à 20h30 |                                  |                         |                                  | D2     | Stella Sports Saint-Maur | 29                   | 29                   |                      |                      |  |  | 6 avril 2019 à 19h25 | 6 avril 2019 à 19h25 | 6 avril 2019 à 19h25 | 6 avril 2019 à 19h25 |  |  | 25 mai 2019 à 18h30 | 25 mai 2019 à 18h30 | 25 mai 2019 à 18h30 | 25 mai 2019 à 18h30 |
|  |                         |                                  | LFH                     | Brest Bretagne Handball          | 35     | 35                       |                      |                      |                      |                      |  |  | 6 avril 2019 à 19h25 | 6 avril 2019 à 19h25 | 6 avril 2019 à 19h25 | 6 avril 2019 à 19h25 |  |  | 25 mai 2019 à 18h30 | 25 mai 2019 à 18h30 | 25 mai 2019 à 18h30 | 25 mai 2019 à 18h30 |
|  | LFH                     | Chambray Touraine Handball       | LFH                     | Brest Bretagne Handball          | 35     | 35                       | 23                   | 23                   |                      |                      |  |  | 6 avril 2019 à 19h25 | 6 avril 2019 à 19h25 | 6 avril 2019 à 19h25 | 6 avril 2019 à 19h25 |  |  | 25 mai 2019 à 18h30 | 25 mai 2019 à 18h30 | 25 mai 2019 à 18h30 | 25 mai 2019 à 18h30 |
|  | LFH                     | Chambray Touraine Handball       | 27 mars 2019 à 20h30    |                                  |        |                          | 23                   | 23                   |                      |                      |  |  | 6 avril 2019 à 19h25 | 6 avril 2019 à 19h25 | 6 avril 2019 à 19h25 | 6 avril 2019 à 19h25 |  |  | 25 mai 2019 à 18h30 | 25 mai 2019 à 18h30 | 25 mai 2019 à 18h30 | 25 mai 2019 à 18h30 |
|  | LFH                     | Brest Bretagne Handball          | 24                      | 24                               |        |                          |                      |                      |                      |                      |  |  | 6 avril 2019 à 19h25 | 6 avril 2019 à 19h25 | 6 avril 2019 à 19h25 | 6 avril 2019 à 19h25 |  |  | 25 mai 2019 à 18h30 | 25 mai 2019 à 18h30 | 25 mai 2019 à 18h30 | 25 mai 2019 à 18h30 |
|  | LFH                     | Brest Bretagne Handball          | 24                      | 24                               | LFH    | Brest Bretagne Handball  | 27                   | 27                   |                      |                      |  |  |                      |                      |                      |                      |  |  | 25 mai 2019 à 18h30 | 25 mai 2019 à 18h30 | 25 mai 2019 à 18h30 | 25 mai 2019 à 18h30 |
|  | 23 février 2019 à 20h45 |                                  |                         |                                  | LFH    | Brest Bretagne Handball  | 27                   | 27                   |                      |                      |  |  |                      |                      |                      |                      |  |  | 25 mai 2019 à 18h30 | 25 mai 2019 à 18h30 | 25 mai 2019 à 18h30 | 25 mai 2019 à 18h30 |
|  |                         |                                  | D2                      | HBC Celles-sur-Belle             | 24     | 24                       |                      |                      |                      |                      |  |  |                      |                      |                      |                      |  |  | 25 mai 2019 à 18h30 | 25 mai 2019 à 18h30 | 25 mai 2019 à 18h30 | 25 mai 2019 à 18h30 |
|  | D2                      | HBC Celles-sur-Belle             | D2                      | HBC Celles-sur-Belle             | 24     | 24                       | 27                   | 27                   |                      |                      |  |  |                      |                      |                      |                      |  |  | 25 mai 2019 à 18h30 | 25 mai 2019 à 18h30 | 25 mai 2019 à 18h30 | 25 mai 2019 à 18h30 |
|  | D2                      | HBC Celles-sur-Belle             | 17 avril 2019 à 20h00   |                                  |        |                          | 27                   | 27                   |                      |                      |  |  |                      |                      |                      |                      |  |  | 25 mai 2019 à 18h30 | 25 mai 2019 à 18h30 | 25 mai 2019 à 18h30 | 25 mai 2019 à 18h30 |
|  | D2                      | Le Havre AC                      | 18                      | 18                               |        |                          |                      |                      |                      |                      |  |  |                      |                      |                      |                      |  |  | 25 mai 2019 à 18h30 | 25 mai 2019 à 18h30 | 25 mai 2019 à 18h30 | 25 mai 2019 à 18h30 |
|  | D2                      | Le Havre AC                      | 18                      | 18                               | D2     | HBC Celles-sur-Belle     | 30                   | 30                   |                      |                      |  |  |                      |                      |                      |                      |  |  | 25 mai 2019 à 18h30 | 25 mai 2019 à 18h30 | 25 mai 2019 à 18h30 | 25 mai 2019 à 18h30 |
|  | 22 février 2019 à 20h30 |                                  |                         |                                  | D2     | HBC Celles-sur-Belle     | 30                   | 30                   |                      |                      |  |  |                      |                      |                      |                      |  |  | 25 mai 2019 à 18h30 | 25 mai 2019 à 18h30 | 25 mai 2019 à 18h30 | 25 mai 2019 à 18h30 |
|  |                         |                                  | LFH                     | Toulon Saint-Cyr VHB             | 26     | 26                       |                      |                      |                      |                      |  |  |                      |                      |                      |                      |  |  | 25 mai 2019 à 18h30 | 25 mai 2019 à 18h30 | 25 mai 2019 à 18h30 | 25 mai 2019 à 18h30 |
|  | LFH                     | Paris 92                         | LFH                     | Toulon Saint-Cyr VHB             | 26     | 26                       | 19                   | 19                   |                      |                      |  |  |                      |                      |                      |                      |  |  | 25 mai 2019 à 18h30 | 25 mai 2019 à 18h30 | 25 mai 2019 à 18h30 | 25 mai 2019 à 18h30 |
|  | LFH                     | Paris 92                         | 27 mars 2019 à 20h00    |                                  |        |                          | 19                   | 19                   |                      |                      |  |  |                      |                      |                      |                      |  |  | 25 mai 2019 à 18h30 | 25 mai 2019 à 18h30 | 25 mai 2019 à 18h30 | 25 mai 2019 à 18h30 |
|  | LFH                     | Toulon Saint-Cyr VHB             | 26                      | 26                               |        |                          |                      |                      |                      |                      |  |  |                      |                      |                      |                      |  |  | 25 mai 2019 à 18h30 | 25 mai 2019 à 18h30 | 25 mai 2019 à 18h30 | 25 mai 2019 à 18h30 |
|  | LFH                     | Toulon Saint-Cyr VHB             | 26                      | 26                               | LFH    | Brest Bretagne Handball  | 24                   | 24                   |                      |                      |  |  |                      |                      |                      |                      |  |  |                     |                     |                     |                     |
|  | 22 février 2019 à 20h30 |                                  |                         |                                  | LFH    | Brest Bretagne Handball  | 24                   | 24                   |                      |                      |  |  |                      |                      |                      |                      |  |  |                     |                     |                     |                     |
|  |                         |                                  | LFH                     | Metz Handball                    | 34     | 34                       |                      |                      |                      |                      |  |  |                      |                      |                      |                      |  |  |                     |                     |                     |                     |
|  | LFH                     | ES Besançon                      | LFH                     | Metz Handball                    | 34     | 34                       | 21                   | 21                   |                      |                      |  |  |                      |                      |                      |                      |  |  |                     |                     |                     |                     |
|  | LFH                     | ES Besançon                      |                         |                                  |        |                          |                      | 21                   |                      |                      |  |  |                      |                      |                      |                      |  |  |                     |                     |                     |                     |
|  | LFH                     | Metz Handball                    | 29                      | 29                               |        |                          |                      |                      |                      |                      |  |  |                      |                      |                      |                      |  |  |                     |                     |                     |                     |
|  | LFH                     | Metz Handball                    | 29                      | 29                               | LFH    | Metz Handball            | 32                   | 32                   |                      |                      |  |  |                      |                      |                      |                      |  |  |                     |                     |                     |                     |
|  | 24 février 2019 à 16h00 |                                  |                         |                                  | LFH    | Metz Handball            | 32                   | 32                   |                      |                      |  |  |                      |                      |                      |                      |  |  |                     |                     |                     |                     |
|  |                         |                                  | LFH                     | HBC Saint-Amand Porte du Hainaut | 17     | 17                       |                      |                      |                      |                      |  |  |                      |                      |                      |                      |  |  |                     |                     |                     |                     |
|  | LFH                     | HBC Saint-Amand Porte du Hainaut | LFH                     | HBC Saint-Amand Porte du Hainaut | 17     | 17                       | 31                   | 31                   |                      |                      |  |  |                      |                      |                      |                      |  |  |                     |                     |                     |                     |
|  | LFH                     | HBC Saint-Amand Porte du Hainaut | 27 mars 2019 à 20h00    |                                  |        |                          | 31                   | 31                   |                      |                      |  |  |                      |                      |                      |                      |  |  |                     |                     |                     |                     |
|  | LFH                     | Bourg-de-Péage Drôme Handball    | 27                      | 27                               |        |                          |                      |                      |                      |                      |  |  |                      |                      |                      |                      |  |  |                     |                     |                     |                     |
|  | LFH                     | Bourg-de-Péage Drôme Handball    | 27                      | 27                               | LFH    | Metz Handball            | 24                   | 24                   |                      |                      |  |  |                      |                      |                      |                      |  |  |                     |                     |                     |                     |
|  | 22 février 2019 à 20h30 |                                  |                         |                                  | LFH    | Metz Handball            | 24                   | 24                   |                      |                      |  |  |                      |                      |                      |                      |  |  |                     |                     |                     |                     |
|  |                         |                                  | LFH                     | OGC Nice CA HB                   | 19     | 19                       |                      |                      |                      |                      |  |  |                      |                      |                      |                      |  |  |                     |                     |                     |                     |
|  | LFH                     | Jeanne d’Arc Dijon               | LFH                     | OGC Nice CA HB                   | 19     | 19                       | 34                   | 34                   |                      |                      |  |  |                      |                      |                      |                      |  |  |                     |                     |                     |                     |
|  | LFH                     | Jeanne d’Arc Dijon               |                         |                                  |        |                          |                      | 34                   |                      |                      |  |  |                      |                      |                      |                      |  |  |                     |                     |                     |                     |
|  | LFH                     | Nantes Atlantique Handball       | 29                      | 29                               |        |                          |                      |                      |                      |                      |  |  |                      |                      |                      |                      |  |  |                     |                     |                     |                     |
|  | LFH                     | Nantes Atlantique Handball       | 29                      | 29                               | LFH    | Jeanne d’Arc Dijon       | 25                   | 25                   |                      |                      |  |  |                      |                      |                      |                      |  |  |                     |                     |                     |                     |
|  | 23 février 2019 à 20h00 |                                  |                         |                                  | LFH    | Jeanne d’Arc Dijon       | 25                   | 25                   |                      |                      |  |  |                      |                      |                      |                      |  |  |                     |                     |                     |                     |
|  |                         |                                  | LFH                     | OGC Nice CA HB                   | 27 tab | 27 tab                   |                      |                      |                      |                      |  |  |                      |                      |                      |                      |  |  |                     |                     |                     |                     |
|  | LFH                     | CJF Fleury Loiret                | LFH                     | OGC Nice CA HB                   | 27 tab | 27 tab                   | 19                   | 19                   |                      |                      |  |  |                      |                      |                      |                      |  |  |                     |                     |                     |                     |
|  | LFH                     | CJF Fleury Loiret                |                         |                                  |        |                          |                      | 19                   |                      |                      |  |  |                      |                      |                      |                      |  |  |                     |                     |                     |                     |
|  | LFH                     | OGC Nice CA HB                   | 27                      | 27                               |        |                          |                      |                      |                      |                      |  |  |                      |                      |                      |                      |  |  |                     |                     |                     |                     |
|  | LFH                     | OGC Nice CA HB                   | 27                      | 27                               |        |                          |                      |                      |                      |                      |  |  |                      |                      |                      |                      |  |  |                     |                     |                     |                     |
|  |                         |                                  |                         |                                  |        |                          |                      |                      |                      |                      |  |  |                      |                      |                      |                      |  |  |                     |                     |                     |                     |

### Huitièmes de finale
Les rencontres se tiennent entre le 20 et le 24 février 2019. Sur les seize équipes participantes, douze évoluent en LFH, trois en Division 2 et une en Nationale 1 :
| 20 février 2019 20h30 | ES Besançon (LFH) | 21 - 29   | Metz Handball (LFH) | Palais des sports Ghani-Yalouz, Besançon Arbitrage : Mathias Pajot, Mathieu Pajot |
| 20 février 2019 20h30 | Marine Dupuis, 5  | (10 - 11) | Méline Nocandy, 6   | Palais des sports Ghani-Yalouz, Besançon Arbitrage : Mathias Pajot, Mathieu Pajot |
| 20 février 2019 20h30 | ×3 ×4             |           | ×3                  | Palais des sports Ghani-Yalouz, Besançon Arbitrage : Mathias Pajot, Mathieu Pajot |

| 24 février 2019 16h00 | HBC Saint-Amand Porte du Hainaut (LFH) | 31 - 27   | Bourg-de-Péage Drôme Handball (LFH) | Salle Maurice Hugot, Saint-Amand-les-Eaux Arbitrage : Christofer Lahache, Germain Soubrie |
| 24 février 2019 16h00 | Dias Minto, Filipović et Vautier, 6    | (17 - 15) | Anette Hansen, 6                    | Salle Maurice Hugot, Saint-Amand-les-Eaux Arbitrage : Christofer Lahache, Germain Soubrie |
| 24 février 2019 16h00 | ×1 ×4                                  |           | ×1 ×4                               | Salle Maurice Hugot, Saint-Amand-les-Eaux Arbitrage : Christofer Lahache, Germain Soubrie |

| 22 février 2019 20h30 | Jeanne d’Arc Dijon (LFH) | 34 - 29   | Nantes Atlantique (LFH) | Palais des sports Jean-Michel-Geoffroy, Dijon Arbitrage : David Christmann et Thomas Iltis |
| 22 février 2019 20h30 | Barbara Moretto, 11      | (21 - 14) | Paule Baudouin, 7       | Palais des sports Jean-Michel-Geoffroy, Dijon Arbitrage : David Christmann et Thomas Iltis |
| 22 février 2019 20h30 | ×1 ×5                    |           | ×3 ×5                   | Palais des sports Jean-Michel-Geoffroy, Dijon Arbitrage : David Christmann et Thomas Iltis |

| 23 février 2019 20h00 | CJF Fleury Loiret (LFH) | 19 - 27  | OGC Nice CA HB (LFH) | Complexe Sportif du Puiseaux, Montargis Arbitrage : Jean-François Bourgeois, Jean-Pierre Moréno |
| 23 février 2019 20h00 | Alexandra Lacrabère, 4  | (9 - 11) | Mélissa Agathe, 7    | Complexe Sportif du Puiseaux, Montargis Arbitrage : Jean-François Bourgeois, Jean-Pierre Moréno |
| 23 février 2019 20h00 | ×2                      |          | ×2 ×5                | Complexe Sportif du Puiseaux, Montargis Arbitrage : Jean-François Bourgeois, Jean-Pierre Moréno |

| 23 février 2019 20h45 | Rochechouart – Saint-Junien (N1) | 24 - 32   | Stella Sports Saint-Maur (D2)  | Palais des Sports, Saint-Junien Arbitrage : Stéphanie Derache, Karine Plouhinec |
| 23 février 2019 20h45 | Mathilde Vernet, 6               | (11 - 15) | Nguekwian Yimga et Gakidova, 7 | Palais des Sports, Saint-Junien Arbitrage : Stéphanie Derache, Karine Plouhinec |
| 23 février 2019 20h45 | ×4                               |           | ×4                             | Palais des Sports, Saint-Junien Arbitrage : Stéphanie Derache, Karine Plouhinec |

| 20 février 2019 20h30 | Chambray Touraine Handball (LFH) | 23 - 24   | Brest Bretagne Handball (LFH) | Gymnase de la Fontaine Blanche, Chambray-lès-Tours Arbitrage : Frédéric Klein, Jérôme Rolland |
| 20 février 2019 20h30 | Mouna Chebbah, 8                 | (15 - 12) | Amandine Tissier, 7           | Gymnase de la Fontaine Blanche, Chambray-lès-Tours Arbitrage : Frédéric Klein, Jérôme Rolland |
| 20 février 2019 20h30 | ×2 ×3                            |           | ×2 ×3                         | Gymnase de la Fontaine Blanche, Chambray-lès-Tours Arbitrage : Frédéric Klein, Jérôme Rolland |

| 23 février 2019 20h45 | HBC Celles-sur-Belle (D2) | 27 - 18  | Le Havre AC (D2)   | Salle Jaune, Celles-sur-Belle Arbitrage : Pablo Martin Calvo, Florian Veroncini |
| 23 février 2019 20h45 | Lesly Briemant, 8         | (12 - 9) | Katarina Stošić, 5 | Salle Jaune, Celles-sur-Belle Arbitrage : Pablo Martin Calvo, Florian Veroncini |
| 23 février 2019 20h45 | ×2                        |          | ×3 ×2              | Salle Jaune, Celles-sur-Belle Arbitrage : Pablo Martin Calvo, Florian Veroncini |

| 22 février 2019 20h30 | Paris 92 (LFH)   | 19 - 26  | Toulon Saint-Cyr VHB (LFH) | Salle Robert Charpentier, Issy-les-Moulineaux Arbitrage : Mourad Bounouara, Richard Thobie |
| 22 février 2019 20h30 | Veronika Malá, 5 | (8 - 13) | Julien et Sajka, 5         | Salle Robert Charpentier, Issy-les-Moulineaux Arbitrage : Mourad Bounouara, Richard Thobie |
| 22 février 2019 20h30 | ×2 ×3            |          | ×1 ×6                      | Salle Robert Charpentier, Issy-les-Moulineaux Arbitrage : Mourad Bounouara, Richard Thobie |

### Quarts de finale
Les quatre rencontres se déroulent le 27 mars. Sur les huit équipes engagées, six évoluent en LFH et deux en Division 2 :
| 27 mars 2019 20h00 CET | Metz Handball (LFH) | 32 - 17   | HBC Saint-Amand Porte du Hainaut (LFH) | Palais omnisports Les Arènes, Metz Arbitrage : David Christmann, Thomas Iltis |
| 27 mars 2019 20h00 CET | Daphne Gautschi, 8  | (17 - 10) | Claire Vautier, 4                      | Palais omnisports Les Arènes, Metz Arbitrage : David Christmann, Thomas Iltis |
| 27 mars 2019 20h00 CET | ×1 ×2               |           | ×2 ×3                                  | Palais omnisports Les Arènes, Metz Arbitrage : David Christmann, Thomas Iltis |

| 27 mars 2019 20h00 CET | Jeanne d’Arc Dijon (LFH) | 25 - 27 (tab)      | OGC Nice CA HB (LFH) | Palais des sports Jean-Michel-Geoffroy, Dijon Arbitrage : Frédéric Klein, Jérôme Rolland |
| 27 mars 2019 20h00 CET | Barbara Moretto, 7       | (12 - 11, 22 - 22) | Carmen Martín, 5     | Palais des sports Jean-Michel-Geoffroy, Dijon Arbitrage : Frédéric Klein, Jérôme Rolland |
| 27 mars 2019 20h00 CET | Tab : 3 - 5              |                    |                      | Palais des sports Jean-Michel-Geoffroy, Dijon Arbitrage : Frédéric Klein, Jérôme Rolland |
| 27 mars 2019 20h00 CET | ×1 ×3                    |                    | ×1 ×7                | Palais des sports Jean-Michel-Geoffroy, Dijon Arbitrage : Frédéric Klein, Jérôme Rolland |

| 27 mars 2019 20h00 CET | Stella Sports Saint-Maur (D2) | 29 - 35   | Brest Bretagne Handball (LFH) | Gymnase Brossolette, Saint-Maur-des-Fossés Affluence : 500 Arbitrage : Alexandre Bailly, Vincent Magnier |
| 27 mars 2019 20h00 CET | Diane Nguekwian Yimga, 6      | (12 - 18) | Slađana Pop-Lazić, 8          | Gymnase Brossolette, Saint-Maur-des-Fossés Affluence : 500 Arbitrage : Alexandre Bailly, Vincent Magnier |
| 27 mars 2019 20h00 CET | ×2 ×3                         |           | ×1 ×2                         | Gymnase Brossolette, Saint-Maur-des-Fossés Affluence : 500 Arbitrage : Alexandre Bailly, Vincent Magnier |

| 27 mars 2019 20h30 CET | HBC Celles-sur-Belle (D2) | 30 - 26   | Toulon Saint-Cyr VHB (LFH) | Salle Jaune, Celles-sur-Belle Arbitrage : Rafik Heddid, Morgan Picot |
| 27 mars 2019 20h30 CET | Dijana Števin, 8          | (15 - 13) | Laurisa Landre, 7          | Salle Jaune, Celles-sur-Belle Arbitrage : Rafik Heddid, Morgan Picot |
| 27 mars 2019 20h30 CET | ×2 ×4                     |           | ×2 ×3                      | Salle Jaune, Celles-sur-Belle Arbitrage : Rafik Heddid, Morgan Picot |

### Demi-finales
Le tirage au sort a lieu le 28 mars 2019, au lendemain des quarts de finale. Le HBC Celles-sur-Belle est le dernier représentant de Division 2, les trois autres équipes évoluent en LFH.
La rencontre opposant Brest à Celles-sur-Belle est diffusée en direct sur La chaîne l'Équipe le 6 avril 2019 à 19h25.
| 6 avril 2019 19h25 CEST | Brest Bretagne Handball (LFH) | 27 - 24          | HBC Celles-sur-Belle (D2) | Brest Arena, Brest Affluence : 1 915 Arbitrage : Miloud Chami, Aissame Mili |
| 6 avril 2019 19h25 CEST | Ana Gros, 8                   | (11 - 16)        | Dijana Števin, 5          | Brest Arena, Brest Affluence : 1 915 Arbitrage : Miloud Chami, Aissame Mili |
| 6 avril 2019 19h25 CEST | ×1 ×5                         | Rapport Handzone | ×2 ×6 ×1                  | Brest Arena, Brest Affluence : 1 915 Arbitrage : Miloud Chami, Aissame Mili |

| 17 avril 2019 20h00 CEST | Metz Handball (LFH)  | 24 - 19          | OGC Nice CA HB (LFH) | Palais omnisports Les Arènes, Metz Affluence : 2 874 Arbitrage : Said Bounouara, Khalid Sami |
| 17 avril 2019 20h00 CEST | Gnonsiane Niombla, 6 | (12 - 10)        | cinq joueuses, 3     | Palais omnisports Les Arènes, Metz Affluence : 2 874 Arbitrage : Said Bounouara, Khalid Sami |
| 17 avril 2019 20h00 CEST | ×2 ×1                | Rapport Handzone | ×1 ×3                | Palais omnisports Les Arènes, Metz Affluence : 2 874 Arbitrage : Said Bounouara, Khalid Sami |

### Finales
Les finales se déroulent le 25 mai 2019 à l'AccorHotels Arena de Paris.

#### Finale nationale
| 25 mai 2019 18h45 CEST | Brest Bretagne Handball (LFH) | 24 - 34   | Metz Handball (LFH)     | AccorHotels Arena, Paris 12e Affluence : 14 400 Arbitrage : Jean-François Bourgeois, Jean-Pierre Moréno |
| 25 mai 2019 18h45 CEST | Jovana Stoiljković, 5 buts    | (11 - 18) | Béatrice Edwige, 8 buts | AccorHotels Arena, Paris 12e Affluence : 14 400 Arbitrage : Jean-François Bourgeois, Jean-Pierre Moréno |
| 25 mai 2019 18h45 CEST | ×2 ×4                         | Handzone  | ×1 ×4                   | AccorHotels Arena, Paris 12e Affluence : 14 400 Arbitrage : Jean-François Bourgeois, Jean-Pierre Moréno |

| Brest BH | Metz Handball |

| Composition :               |       |    |                    |      |  |
|                             | GB    | 1  | Agathe Quiniou     | 5/17 |  |
|                             | GB    | 25 | Amra Pandžić       | 8/29 |  |
|                             | ALG   | 2  | Constance Mauny    | 3/6  |  |
|                             | ALD   | 3  | Alicia Toublanc    | 1/2  |  |
|                             | DC    | 4  | Amandine Tissier   | 1/5  |  |
|                             | ARD   | 6  | Ana Gros           | 4/9  |  |
|                             | ALG   | 8  | Maud-Éva Copy      | 2/4  |  |
|                             | ALD   | 17 | Marie Prouvensier  | 0/0  |  |
|                             | P     | 20 | Slađana Pop-Lazić  | 1/1  |  |
|                             | ARG   | 21 | Jovana Stoiljković | 5/8  |  |
|                             | P     | 22 | Pauletta Foppa     | 4/4  |  |
|                             | ALD   | 55 | Pauline Coatanea   | 0/2  |  |
|                             | ARG/P | 77 | Marion Limal       | 0/4  |  |
|                             | AR    | 99 | Marta Mangué       | 3/7  |  |
| Entraîneur : Laurent Bezeau |       |    |                    |      |  |

| 24/52 | Buts marqués   | 34/54 |
| 46,2% | % réussite     | 63,0% |
| 1/4   | Jets de 7 m    | 3/5   |
| 13/47 | Arrêts         | 17/41 |
| 27,7% | % arrêts       | 41,5% |
| 8 min | Suspensions    | 8 min |
| 2     | Cartons jaunes | 1     |
| 0     | Cartons rouges | 0     |

| Composition :                   |     |    |                   |       |            |
|                                 | GB  | 1  | Laura Glauser     | 15/33 | Buts : 1/2 |
|                                 | GB  | 12 | Ivana Kapitanović | 2/8   |            |
|                                 | P   | 3  | Béatrice Edwige   | 8/9   |            |
|                                 | DC  | 7  | Grâce Zaadi       | 2/6   |            |
|                                 | ALD | 8  | Laura Flippes     | 2/4   |            |
|                                 | P   | 9  | Astride N'Gouan   | 2/3   |            |
|                                 | DC  | 10 | Méline Nocandy    | 5/8   |            |
|                                 | ALD | 15 | Ekaterina Levsha  | 1/2   |            |
|                                 | ARG | 17 | Orlane Kanor      | 1/2   |            |
|                                 | ARD | 18 | Aleksandra Zych   | 2/2   |            |
|                                 | ALG | 21 | Laura Kanor       | 0/1   |            |
|                                 | ARG | 22 | Xenia Smits       | 1/5   |            |
|                                 | ALG | 27 | Marion Maubon     | 3/4   |            |
|                                 | DC  | 29 | Gnonsiane Niombla | 6/6   |            |
| Entraîneur : Emmanuel Mayonnade |     |    |                   |       |            |

#### Finales départementale et régionale
- Finale régionale : St Julien Denicé Gleizé HB - Entente CPB Rennes-Chantepie : 23 - 30 (Mi-temps : 15-17)[2]
- Finale départementale : Lattes HB - HA Illkirch Graffenstaden : 34 - 17 (Mi-temps : 15-6)[3]

## Vainqueur
| Vainqueur de la Coupe de France 2018-2019 Metz Handball 9e victoire |

## Nombre d'équipes par division et par tour
| Divisions / Manches           | Quatrième tour | Seizièmes de finale | Huitièmes de finale | Quarts de finale | Demi- finales | Finale |
| ----------------------------- | -------------- | ------------------- | ------------------- | ---------------- | ------------- | ------ |
| LFH (clubs européens) 5 clubs | non présents   | non présents        | 5                   | 2                | 2             | 2      |
| LFH (non-européens) 7 clubs   | non présents   | 7                   | 7                   | 4                | 1             | -      |
| Division 2 16 clubs           | 16             | 10                  | 3                   | 2                | 1             | -      |
| Nationale 1 12 x 4 clubs      | 11             | 5                   | 1                   | -                | -             | -      |
| Nationale 2 12 x 6 clubs      | 3              | -                   | -                   | -                | -             | -      |
| Total                         | 30             | 22                  | 16                  | 8                | 4             | 2      |